# Netstal
Netstal fue hasta el 31 de diciembre de 2010 una comuna suiza del cantón de Glaris. Desde el 1 de enero de 2011 la antigua comuna es una localidad de la nueva comuna de Glaris a la que también fueron agregadas las comunas de Ennenda, Glaris y Riedern.

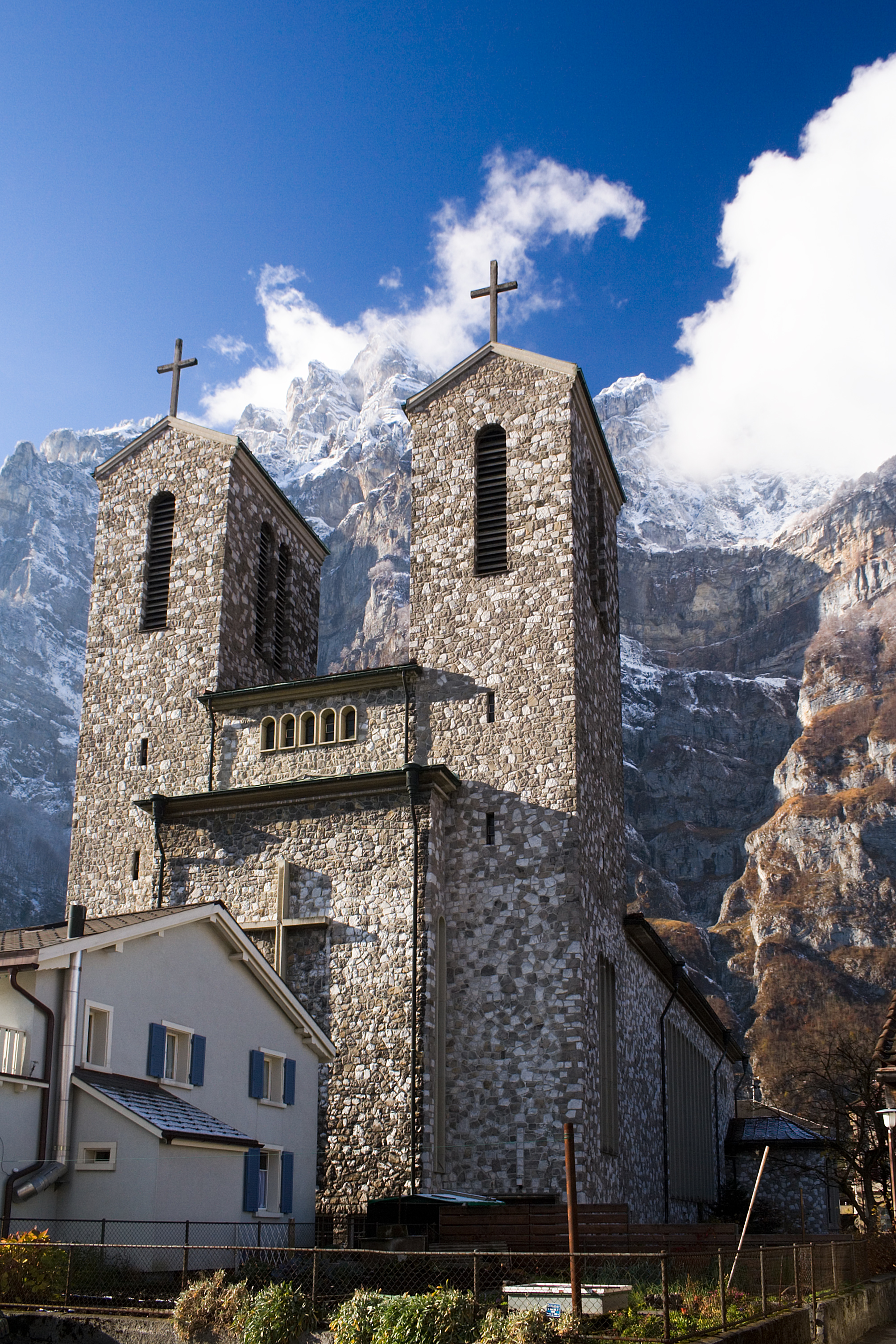
Iglesia católica de Netstal.

## Geografía
La localidad se encuentra asentada en el Klöntal y su geografía se encuentra marcada por los peñascos del Glärnisch. La antigua comuna limitaba al norte y oeste con la comuna de Näfels, al este con Mollis y Ennenda, al sur con Glaris y Riedern.